# 칡때까치
칡때까치(학명: Lanius tigrinus)는 참새목 때까치과에 속하는 새이다.

## 생김새

### 수컷
폭 넓은 검은색 눈선이 있고 머리는 청회색이다. 몸윗면은 검은색 비늘무늬가 있는 적갈색이고 몸아랫면은 흰색이다.

### 암컷
몸윗면이 수컷보다 엷고 옆구리에 비늘무늬가 있다. 

## 서식지
우수리, 중국 북동부, 한국, 일본 등에서 번식하고 중국 남부, 말레이반도, 인도네시아에서 월동한다. 관목이 있는 숲 가장자리나 개방된 숲속에서 서식한다.